# Двуетажен автобус
Двуетажен автобус (известен и като дабълдекер на английски: Double-decker) е автобус, който има два етажа (или палуби). Двуетажните автобуси се използват за масовия транспорт в Обединеното кралство, Европа, Азия и много бивши европейски владения, като най-емблематичният пример е червеният лондонски автобус AEC Routemaster.
При първите двуетажни автобуси водачът е в отделна кабина. Достъпът на пътници е чрез отворена платформа в задната част, където стои автобусният кондуктор и таксува пътниците. Съвременните двуетажни автобуси имат главна входна врата отпред при водача, който извършва и таксуването, като по този начин обслужващият персонал се намалява наполовина, но се забавя процесът на качване. Задната отворена платформа, популярна сред пътниците, е изоставена от съображения за безопасност, тъй като съществува риск пътниците да паднат, ако тичат и скачат, за да се качат, или ако слизат в движение.
Двуетажните автобуси са предназначени предимно за градски транспорт, но моделите с отворен покрив се използват като туристически автобуси за разглеждане на забележителности.

## Разпространение
Градовете, изброени тук, разполагат с двуетажни автобуси като част от своя редовен автопарк за масов транспорт. Градовете само с туристически двуетажни автобуси не са включени.

## Европа

### България

#### София
През 1998 г. в София пристигат два автобуса от модела MAN SD200, закупени втора употреба от Берлин, които влизат в парка на Столичната компания за градски транспорт, дирекция „Автотранспорт“, и започват обслужване на линия 42 от гара Захарна фабрика до Автостанция Банкя. Изведени са от експлоатация през 2003 г., като единият от автобусите е запазен в халето на АП „Дружба“, където чака възстановяване.
20 години по-късно, през 2023, Столичен автотранспорт закупува един Neoplan N4426 Centroliner, втора употреба от Швейцарските пощи, с който се обслужва линия Х50.

#### Пловдив
През 2007 г. пловдивският транспортен оператор „Хеброс бус“ доставя 2 броя автобуси от модела MAN SD202, които работят по линия 29. Бракувани са през 2015 г.

### Великобритания
Първите комерсиални двуетажни омнибуси са въведени в Англия през 1847 г. от Adams & Co. от Феърфийлд, Боу, след което са подобрени от John Greenwood, който въвежда нов двуетажен модел през 1852 г.
Червените двуетажни автобуси в Лондон са се превърнали в английски национален символ. По-голямата част от автобусите на градския транспорт в Лондон са двуетажни. Особено емблематичен е моделът AEC Routemaster, предпочитан в лондонската мрежа за обществен транспорт в продължение на близо половин век от въвеждането му през 1956 г. Поради затруднения при настаняването на пътници с увреждания, последните останали използвани коли са окончателно оттеглени през 2005 г. Компанията за лондонски транспорт (Transport for London) поддържа известно време винтидж автобуси в експлоатация по два исторически маршрута: 15Н и 9Н, но това е прекратено през 2014 г. поради увеличените експлоатационни разходи.
През 2007 г. по маршрут 141 влиза в експлоатация двуетажен автобус с хибриден двигател. В края на 2008 г. в Лондон влизат в експлоатация още хибридни двуетажни автобуси от трима производители. През същата година е разработен и нов модел Routemaster, влязъл в експлоатация на 20 февруари 2012 г. През октомври 2015 г. в Лондон са добавени пет изцяло електрически двуетажни автобуси – първите в света – произведени от китайската фирма BYD.
Двуетажни автобуси са използвани в един или друг период от време в следните европейски страни: Остров Ман, Република Ирландия, Австрия, Дания, Франция, Германия, Лихтенщайн, Холандия, Северна Македония, Норвегия, Португалия, Русия, Испания, Швеция, Швейцария, Турция.

## Африка
В Африка двуетажни автобуси има в Египет (Александрия), Южна Африка (Йоханесбург и Кейптаун) и Кения (Момбаса).